# تاکس

پنگوئن تاکس

تاکس (به انگلیسی: Tux) شگون و نماد تجاری رسمی هسته لینوکس است. تاکس توسط لری یوئینگ در سال ۱۹۹۶ طراحی شد که به شکل یک پنگوئن خوشحال و راضی است.
ایده پنگوئن بودن برند لینوکس از لینوس توروالدز، خالق لینوکس گرفته شد؛ لینوس «پنگوئن‌ها را دوست دارد»؛ به گفته او هنگامی که برای تعطیلات به استرالیا می‌رود، در بازدید از یک باغ وحش—هنگام بازی با یک پنگوئن، حیوان دست وی را گاز می‌گیرد و همین باعث می‌شود تا از پنگوئن به عنوان نشان لینوکس استفاده کند. او حتی پس از آن اتفاق به شوخی می‌گوید که با گاز گرفتن آن پنگوئن اکنون به بیماری گرفتار شده که شب‌ها با فکر کردن به پنگوئن‌ها و احساس عشق زیاد نسبت به آنها نمی‌تواند بخوابد!
اولین کسی که پنگوئن را «تاکس» نامید، جیمز هیوز بود که گفت مخفف کلمه «Torvalds UniX» است. با این حال، تاکس مخفف tuxedo نیز هست، پوشیدن لباسی که از نظر ظاهری شباهتی با پنگوئن ایجاد می‌کند.